# Agrypon primulum
Agrypon primulum är en stekelart som beskrevs av Kusigemati 1987. Agrypon primulum ingår i släktet Agrypon och familjen brokparasitsteklar. Inga underarter finns listade i Catalogue of Life.